# Estadio Alfredo Di Stéfano
Estadio Alfredo Di Stéfano is het stadion van Real Madrid Castilla in Madrid. Het stadion werd geopend op 6 mei 2006. Het is vernoemd naar de erevoorzitter van Real Madrid CF, Alfredo Di Stéfano.
Het stadion wordt gebruikt door Real Madrid Castilla en Real Madrid Femenino, respectievelijk het tweede elftal en het vrouwenelftal van de Spaanse topclub Real Madrid. Gedurende de coronapandemie in 2020 en 2021 werd het stadion ook bespeeld door het eerste elftal van Real Madrid. Dit omdat het eigen Estadio Santiago Bernabéu verbouwd werd en de competitie later zou eindigen. De wedstrijden werden zonder publiek afgewerkt.
De openingswedstrijd van het stadion ging tussen Real Madrid en Stade de Reims. De wedstrijd eindigde in een 6-1-overwinning voor De Koninklijke. De doelpuntenmakers die wedstrijd voor Real Madrid waren Sergio Ramos, José Manuel Jurado, Antonio Cassano (2) en Roberto Soldado (2).

## Interlands
Het Spaans voetbalelftal speelde in 2020 twee interlands in het stadion. Vanwege de coronapandemie waren daar geen toeschouwers bij.
| 1 | 6 september 2020 | Spanje – Oekraïne    | 4 – 0 | UEFA Nations League 2020/21 | 0 |
| 2 | 10 oktober 2020  | Spanje – Zwitserland | 1 – 0 | UEFA Nations League 2020/21 | 0 |